# Nedersaksenlijn
De Nedersaksenlijn is een voorgestelde directe spoorverbinding tussen Enschede en Groningen via Emmen. Om deze spoorlijn te realiseren zou een spoorverbinding tussen Emmen en Stadskanaal moeten worden aangelegd om de spoorlijnen Almelo - Mariënberg en Mariënberg - Emmen te verbinden met Stadskanaal - Zuidbroek. Er wordt gesproken over drie alternatieve tracés, namelijk een rechtstreekse verbinding, een verbinding via Musselkanaal en een verbinding via Ter Apel en Musselkanaal.
Voorstanders van de Nedersaksenlijn vinden het belangrijk dat er een directe interregionale spoorverbinding komt tussen de universiteitssteden Enschede en Groningen. Ook zou de spoorlijn als een omleidingsroute kunnen dienen bij verstoring van de drukke spoorlijn Zwolle – Meppel – Groningen.
In 2025 werd geld dat gereserveerd was voor de Lelylijn gebruikt als reservering voor de Nedersaksenlijn.

## Geschiedenis

### Voormalige spoorverbindingen
Tussen 1905 en 1946 heeft op een ander tracé al een spoorlijn gelegen tussen Emmen en Stadskanaal. De Noordoosterlocaalspoorweg-Maatschappij opende in 1905 een spoorverbinding tussen beide plaatsen via Gasselternijveen. Een directe verbinding van en naar Groningen was er echter niet, er moest kop worden gemaakt te Stadskanaal. Deze lijn werd in 1938-1939 gesloten, maar was tijdens en kort na de Tweede Wereldoorlog toch weer enkele maanden in gebruik. In 1946 werd het centrale gedeelte tussen Weerdinge en Buinen definitief gesloten, zodat er geen railverbinding meer was tussen Emmen en Stadskanaal. Tussen 1947 en 1972 vond nog goederenvervoer plaats op (delen van) de resterende trajecten. Daarna werden die opgebroken.

### Onderzoeken
In 2016 is een eerste haalbaarheidsonderzoek gedaan door Witteveen+Bos. Hierin werden de kosten op 210 miljoen euro geschat. In 2019 is in opdracht van de provincie Overijssel door Movares een nieuw verkennend onderzoek uitgevoerd naar realisatie van de Nedersaksenlijn. Uit dit onderzoek bleek dat de aanleg, afhankelijk van het gekozen tracé (er zijn drie mogelijke varianten), een investering van 555 à 675 miljoen euro zou vragen. De hogere kosten worden veroorzaakt door onder meer de noodzakelijke aanleg van onderdoorgangen en viaducten (nieuwe overwegen zijn ongewenst), de aankoop van gronden, de hoger gebleken aanlegkosten van de spoorlijn zelf en de vereiste aanpassingen aan de aansluitende spoorlijnen en emplacementen. De lijn zou volgens deze studie ongeveer 1.700 à 2.300 extra reizigers per (werk)dag trekken. Op de winst-en-verliesrekening zou het exploitatietekort per jaar 3,7 à 4,9 miljoen euro bedragen.
Het onderzoek van 2016 ging uit van elektrificatie van de trajecten Almelo – Mariënberg en Emmen – Stadskanaal – Zuidbroek – Groningen, maar volgens het rapport van 2019 zouden de treinen door oplaadbare batterijen of waterstof kunnen worden aangedreven, zodat de aanleg van bovenleiding niet nodig zou zijn. 
In een eerder stadium wees de provincie Drenthe de treinverbinding tussen Emmen en Groningen via Stadskanaal van de hand. Een dergelijke lijn zou volgens de Railvisie Drenthe 2040, gepubliceerd in 2010, te weinig reizigers trekken om rendabel te zijn. Op basis van de omvang van het busvervoer van de Qliner tussen Groningen en Emmen dacht de provincie dat een directe spoorverbinding tussen beide steden parallel aan de N34 (de Hondsruglijn) wel rendabel zou kunnen zijn. Een meerderheid in Provinciale Staten van Drenthe zag in 2017 meer in het verbeteren van de N34 voor het wegverkeer dan in het aanleggen van nieuw spoor.
Eind 2022 nam de publieke discussie over de Nedersaksenlijn weer toe, naar aanleiding van de verdeling van de 7,5 miljard euro voor de bereikbaarheid van woonwijken. Tweede Kamerlid Stieneke van der Graaf bracht op 28 november 2022 een motie in voor een zelfstandig MIRT-onderzoek naar de Nedersaksenlijn, die unaniem aangenomen is op 6 december 2022.
In april 2023 werd bekend dat de Rijksoverheid 85 miljoen euro beschikbaar stelt voor de verlenging van het spoortraject tussen Veendam en Stadskanaal, van de totaal benodigde 1,7 miljard.
In november 2024 maakte het kabinet-Schoof bekend dat het niet verder zou gaan met volgende stappen (net zoals voor de Lelylijn), met name een MIRT-verkenning, omdat niet voldaan was aan de regel dat hiervoor 75 procent van de kosten van een project gedekt moet zijn.
Op 16 april 2025 maakte het kabinet-Schoof echter bekend dat er 1,9 miljard euro wordt vrijgemaakt voor de aanleg van de Nedersaksenlijn. Het geld zou moeten komen uit een pot van 3,4 miljard euro die eerder was gereserveerd voor de Lelylijn. Er zijn echter nog geen verdere besluiten genomen. Volgens reizigersvereniging Rover is vooralsnog het glas half leeg. "Het is mooi dat er geld voor de Nedersaksenlijn is, maar dat dit uit het potje voor de Lelylijn komt is jammer. Met dit geld ligt het spoor er misschien, maar er rijden nog geen treinen voor dit bedrag. Dit terwijl het kabinet bezuinigt op de financiering voor het rijden van treinen", aldus Rover-directeur Freek Bos.